# Мајкрофт Холмс
Мајкрофт Холмс је измишљени лик који се појављује у причама које је написао Артур Конан Дојл. Старији брат (седам година) Шерлока Холмса, он је владин званичних и један од оснивачких чланова клуба Сајоџенис. Мајкрофт је описан као способан за дедукцију и знање која премашује чак и способности његовог брата, мада је њихова практична употреба ограничена његовом несклоношћу теренском раду.
Лик је адаптиран у разним књигама и медијима, укључујући телевизијске серије, филмове, радио и стрип. Такође је популаран у култури, спомињу га многа дела која се углавном односе на његов посао, личност или везу са Шерлоком Холмсом.